# 福朗西斯科·托萊多
福朗西斯科·阿爾瓦雷斯·德·托莱多 (西班牙語：Francisco Álvarez de Toledo，西班牙語發音：[fɾanˈθisko ˈalβaɾeθ ðe toˈleðo]
，1515年7月10日—1582年4月21日)，常稱福朗西斯科·托萊多，是一位出生於奧羅佩薩的西班牙王國貴族和軍人，並以出任第五任秘魯總督著名。他經常被認為是「最佳秘魯總督之一」，儘管其某些措施為當地印地安人口帶來有害衝擊而引發爭議。他為動盪不安的西班牙殖民地帶來了穩定，並頒布改變西班牙官方統治、安地斯山脈地區原住民及其西班牙領主之間角色關係的行政改革。  在一項呼籲還原的政策中，托萊多強迫許多住在今日祕魯與玻利維亞一帶的印地安人口搬遷至新的居住地以促成其基督教化、徵集貢物與稅收，並藉之聚集印地安勞動人口以供應西班牙礦場與企業所需。   
托萊多自1569年至1581年連續擔任了11年又5個月的總督職務。他被譽為總督巨大權力的「至高組織者」，因他為該職務帶來了充足的法律結構並強化其中主要機構，而西班牙殖民地在如此統治機構運作下延續了兩百餘年。他也因種種事蹟而遭批評，如印地安人口的減少、在與印加帝國的條件交換中擴充印地安強迫勞動人口，以及處決新印加國的最後一位帝王圖帕克·阿馬魯。
托萊多逝世於西班牙埃斯卡洛納，享年67歲。

## 連結
- （西班牙文） Fairly long biography （页面存档备份，存于）
- Toledo, Francisco de, .   [2017-01-08]. （原始内容存档于2012-07-21）.